# Abagrotis nefascia
Abagrotis nefascia là một loài bướm đêm thuộc họ Noctuidae. Loài này có ở Alberta và British Columbia xuống Massachusetts tới California. Loài này được liệt kê là bị đe dọa ở bang Connecticut.